# Маслянинский район
Масля́нинский райо́н — административный район в Новосибирской области России, в границах которого образован Маслянинский муниципальный округ.
Административный центр — посёлок городского типа Маслянино.

## География
Район расположен на юго-востоке Новосибирской области, граничит с Тогучинским, Искитимским и Черепановским районами Новосибирской области, Кемеровской областью и Алтайским краем. Территория района по данным на 2008 год — 345,3 тыс. га, в том числе сельхозугодья — 193,2 тыс. га (56 % всей площади).
На территории района расположен Талицкий заказник.

## История
В 1920 году образована Маслянинская волость, вошедшая в Барнаульский уезд Алтайской губернии.
Маслянинский район образован в 1924 году в составе Новосибирского округа Сибирского края. В 1929 году был объединен с Легостаевским районом; власти объединённого района разместились в селе Никоново, и он стал называться Никоновским районом.
В 1930 году Сибирский край был разделён на западную и восточную части, и Никоновский район оказался в составе Западно-Сибирского края. В июне 1933 года власти района опять переехали в село Маслянино, и он стал вновь называться Маслянинским районом. В 1935 году из Маслянинского района был вновь выделен Легостаевский район. В 1937 район был включен в состав новообразованной Новосибирской области.
23 декабря 1954 года Легостаевский район был упразднён, и часть его земель вошла в состав Маслянинского района.

## Население
| 2002    | 2009    | 2010    | 2011    | 2012    | 2013    | 2014    |
| ------- | ------- | ------- | ------- | ------- | ------- | ------- |
| 27 196  | ↘26 165 | ↘25 966 | ↘24 410 | ↘24 147 | ↘23 956 | ↘23 714 |
| 2015    | 2016    | 2017    | 2018    | 2019    | 2020    | 2021    |
| ↘23 635 | ↘23 571 | ↘23 551 | ↘23 484 | ↘23 441 | ↗23 497 | ↗23 820 |

### Урбанизация
В городских условиях (рабочий посёлок Маслянино) проживают  55,19 % населения района.

## Муниципально-территориальное устройство
До упразднения в 2024 году в муниципальный район входило 12 муниципальных образований, в том числе 1 городское поселение и 11 сельских поселений.
| №        | Муниципальное образование  | Административный центр    | Количество населённых пунктов | Население (чел.) | Площадь (км²) |
| -------- | -------------------------- | ------------------------- | ----------------------------- | ---------------- | ------------- |
| 1e-06    | Городское поселение:       |                           |                               |                  |               |
| 1        | Рабочий посёлок Маслянино  | рабочий посёлок Маслянино | 1                             | ↗13 147          | 43,22         |
| 1.000002 | Сельские поселения:        |                           |                               |                  |               |
| 2        | Бажинский сельсовет        | село Бажинск              | 4                             | ↘1431            | 500,32        |
| 3        | Берёзовский сельсовет      | село Берёзово             | 2                             | →479             | 155,32        |
| 4        | Большеизыракский сельсовет | село Большой Изырак       | 2                             | ↘722             | 726,70        |
| 5        | Борковский сельсовет       | село Борково              | 1                             | ↘587             | 95,00         |
| 6        | Дубровский сельсовет       | село Дубровка             | 3                             | ↘812             | 613,28        |
| 7        | Егорьевский сельсовет      | село Егорьевское          | 3                             | ↘913             | 111,96        |
| 8        | Елбанский сельсовет        | село Елбань               | 4                             | ↘1231            | 207,25        |
| 9        | Малотомский сельсовет      | деревня Малая Томка       | 3                             | ↘620             | 170,72        |
| 10       | Мамоновский сельсовет      | село Мамоново             | 1                             | ↗1682            | 366,99        |
| 11       | Никоновский сельсовет      | деревня Никоново          | 2                             | ↗509             | 112,88        |
| 12       | Пеньковский сельсовет      | село Пеньково             | 4                             | ↘1264            | 344,40        |

### Населённые пункты
В Маслянинском районе 30 населённых пунктов.
| №  | Населённый пункт | Тип             | Население | Муниципальное образование  |
| -- | ---------------- | --------------- | --------- | -------------------------- |
| 1  | Александровка    | деревня         | ↘381      | Бажинский сельсовет        |
| 2  | Бажинск          | село            | ↘538      | Бажинский сельсовет        |
| 3  | Барсуково        | деревня         | ↘105      | Никоновский сельсовет      |
| 4  | Берёзово         | село            | ↘502      | Берёзовский сельсовет      |
| 5  | Большой Изырак   | село            | ↘594      | Большеизыракский сельсовет |
| 6  | Борково          | село            | ↘634      | Борковский сельсовет       |
| 7  | Верх-Ики         | деревня         | ↗211      | Большеизыракский сельсовет |
| 8  | Воробьёва Заимка | посёлок         | ↘2        | Малотомский сельсовет      |
| 9  | Дресвянка        | деревня         | ↘258      | Малотомский сельсовет      |
| 10 | Дубровка         | село            | ↘626      | Дубровский сельсовет       |
| 11 | Егорьевское      | село            | ↘584      | Егорьевский сельсовет      |
| 12 | Елбань           | село            | ↘839      | Елбанский сельсовет        |
| 13 | Жерновка         | деревня         | ↘206      | Елбанский сельсовет        |
| 14 | Загора           | посёлок         | ↘179      | Елбанский сельсовет        |
| 15 | Кинтереп         | деревня         | ↘64       | Берёзовский сельсовет      |
| 16 | Малая Томка      | деревня         | ↘491      | Малотомский сельсовет      |
| 17 | Мамоново         | село            | ↗1682     | Мамоновский сельсовет      |
| 18 | Маслянино        | рабочий посёлок | ↗13 147   | рабочий посёлок Маслянино  |
| 19 | Нижняя Матрёнка  | посёлок         | ↘183      | Дубровский сельсовет       |
| 20 | Никоново         | деревня         | ↘460      | Никоновский сельсовет      |
| 21 | Новолушниково    | деревня         | ↘21       | Егорьевский сельсовет      |
| 22 | Пайвино          | село            | ↘536      | Пеньковский сельсовет      |
| 23 | Пеньково         | село            | ↘474      | Пеньковский сельсовет      |
| 24 | Петени           | посёлок         | ↘97       | Дубровский сельсовет       |
| 25 | Петропавловка    | деревня         | ↘194      | Пеньковский сельсовет      |
| 26 | Прямское         | деревня         | ↘144      | Пеньковский сельсовет      |
| 27 | Серебренниково   | деревня         | ↘150      | Бажинский сельсовет        |
| 28 | Суенга           | село            | ↘408      | Егорьевский сельсовет      |
| 29 | Чудиново         | посёлок         | ↘242      | Елбанский сельсовет        |
| 30 | Чупино           | деревня         | ↘579      | Бажинский сельсовет        |

13 июня 2001 года был упразднен поселок Лесохим.
1 марта 2010 года был упразднен поселок Перебор.

## Экономика

### Промышленность
Главными промышленными предприятиями являются: ЗАО фирма «Кирпичный завод» — производство кирпича, ООО артель старателей «Суенга» — добыча золота. Кроме того, 16 малых промышленных предприятий производят различные виды продукции: пиломатериалы, фанеру, шпон, пластиковые окна, дверные и оконные блоки, мягкую и корпусную мебель, кондитерские и хлебобулочные изделия, овощные консервы, сыры, алкогольные напитки.

### Сельское хозяйство
Сельскохозяйственным производством занимаются 18 сельскохозяйственных предприятий с различным юридическим статусом. Основная специализация: растениеводство, животноводство. Численность работающих составляет 2,2 тыс. чел. (20 % от всех работающих). Зарегистрировано 27 крестьянско-фермерских хозяйств. В рамках национального проекта «Развитие АПК» создано 13 сельскохозяйственных потребительских кооперативов по заготовке и переработке продукции личных подсобных и крестьянско-фермерских хозяйств. С целью управления сырьевыми ресурсами, промышленной переработки и реализации конечного продукта в районе создан агропромышленный холдинг.

## Транспорт
Протяжённость автомобильных дорог — 273,9 км, из них с твёрдым покрытием — 273,7 км.

## Достопримечательности[21][22]
- Горнолыжный комплекс «Юрманка» (5 трасс, кресельный подъемник). Ключевая точка — гора Юрманка (388 метров над уровнем моря);
- Горнолыжный комплекс «Скакуша» (близ д. Кинтереп);

### Достояние природы
- Река Бердь, по течению которой организовывается рафтинг;
- Салаирский кряж;
- Самая высокая точка Новосибирской области — 494 м — Пихтовый гребень — образование юрского периода;
- Гора «Соколиный камень» — 227 м;[23]
- Скала «Собачий камень»;
- Ансамбль скал «Бараньи лбы» на реке Кинтереп;[24]
- Мочигино болото;

#### Памятники природы
- Барсуковская пещера (площадь 37,0 га) — памятник природы областного значения с самой крупной в юго-восточной части Западной Сибири зимовочной колонией летучих мышей[25];
- Елбанские ельники (площадь 689,0 га);
- Петеневские ельники (площадь 589,0 га).

## Выдающиеся жители
Герои Советского Союза:
- Бажин Петр Яковлевич;
- Бизяев Дмитрий Иванович;
- Гриценко Ефим Дмитриевич;
- Желнов Фёдор Георгиевич;
- Марковский Вениамин Яковлевич;
- Перминов Ерофей Иосифович;
- Щёкотов Григорий Феоктистович.

Герой Российской Федерации:
- Ситников Николай Юрьевич